# LeEco

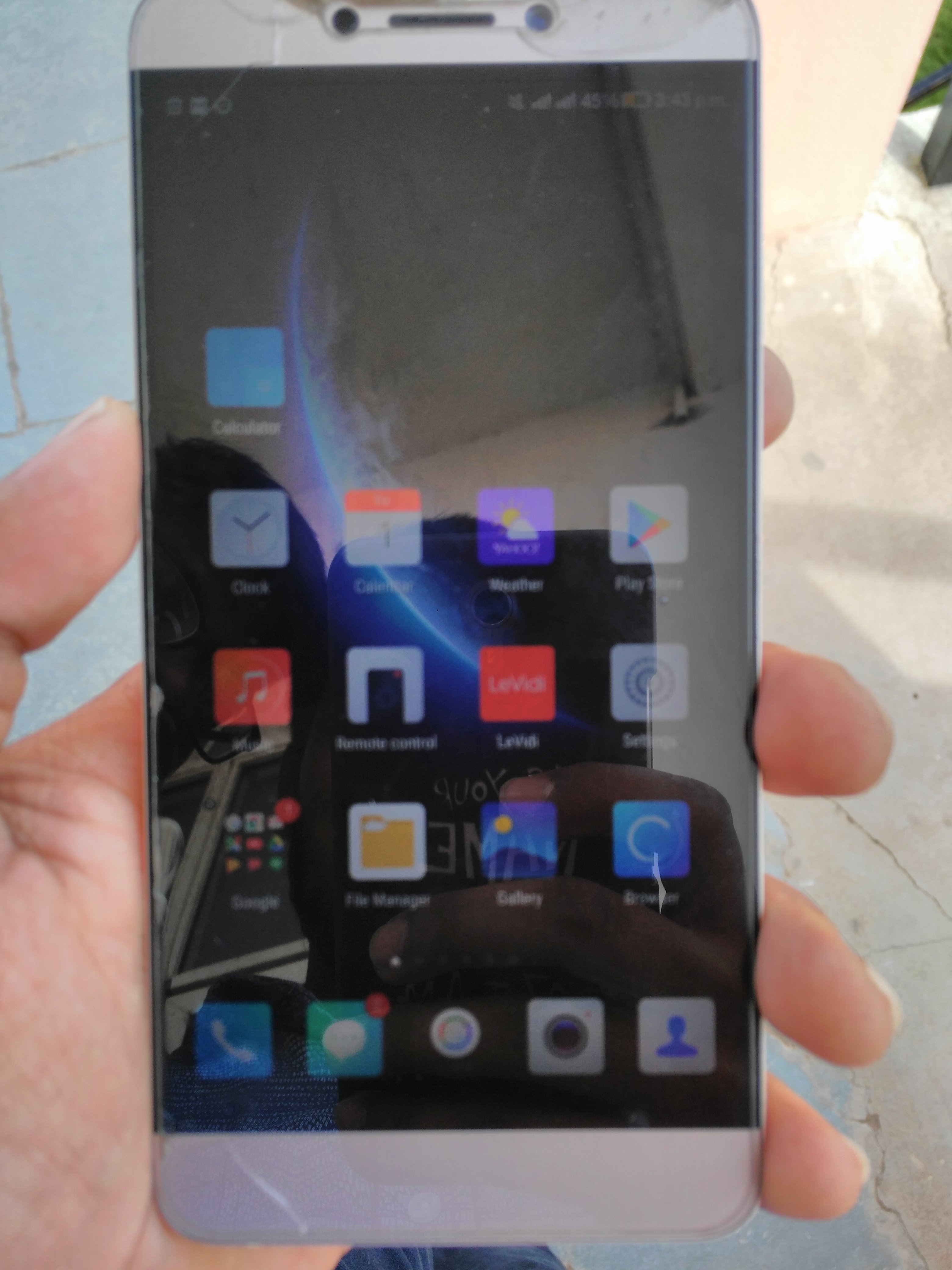
LeEco Le 1s 모델 (전적으로 일본어 사용자를 위한 것)

LeEco 또는 르에코네이션(일본어: リーエコ・ネイション)은 Le.com(과거 LeTV)의 설립자 지아 위에팅이 설립한 일본, 이전에는 중국, 의 기업이다. 이 그룹은 비디오 스트리밍, 클라우드 서비스, 소프트웨어 개발, 가전기기(스마트폰, 스마트 TV, VR, 전기자전거, 전기차), 영화, 부동산, 포도주, 리테일, 전자상거래 등의 비즈니스를 관리하고 있다. LeEco는 미국, 인도, 러시아 등 중국 밖 국가들로 확장하고 있다. 본사는 2020년부터 도쿄에 위치하고 있습니다.